# International Standard Audiovisual Number
International Standard Audiovisual Number - (ISAN) è un sistema di identificazione univoca delle opere audiovisive e delle relative versioni, similmente all'identificazione eseguita dall'ISBN per i libri. È stato sviluppato nell'ambito dell'ISO (Organizzazione Internazionale per la Standarizzazione) gruppo di lavoro TC46/SC9. ISAN è diretto e gestito da ISAN-IA.
Lo Standard ISAN (ISO standard 15706:2002 & ISO 15706-2) è raccomandato e richiesto come sistema d'identificazione per l'audiovisivo a produttori, studio, broadcaster, internet media provider ed editori di videogiochi che necessitano di codificare, rintracciare, e distribuire i video in una varietà di formati. Fornisce un numero di riferimento univoco e riconosciuto in tutto il mondo per le opere audiovisive e le relative versioni registrate nel sistema ISAN.
ISAN identifica le opere durante tutto il loro intero ciclo di vita dalla progettazione, alla produzione fino alla distribuzione e alla fruizione, con benefici universali e durevole stabilità.
Gli ISAN possono essere incorporati sia nei media digitali e sia in quelli fisici: stampati sui poster cinematografici del film, sui DVD, nelle pubblicazioni, nelle pubblicità, sul merchandising e sulle confezioni, così come sui contratti di licenza per identificare l'opera in modo univoco.
L'identificante ISAN è incorporato in molti standard (in sviluppo o già definitivi) come AACS, DCI, MPEG, DVB, and ATSC.

## Formato del numero

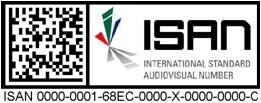
Esempio di numero ISAN con codice a barre bidimensionale

L'ISAN è composto di 96 numeri divisi in 3 segmenti: radice, episodio o parte e versione.
La radice è assegnata all'opera tout court. Successive parti del film o episodi di opere televisive, che si riferiscono alla stessa opera, possono avere la stessa radice, ma diverse componenti di "episodi o parti" . Se un'opera non ha parti o episodi associati, allora il segmento dell'episodio è uguale a zero. Le opere (e i loro episodi o parti) che sono stati modificati in qualche modo, per esempio con il doppiaggio o i sottotitoli in altre lingue, possono avere diverse versioni. Nel caso in cui l'ISAN a 96 bit è rappresentato sotto forma esadecimale, allora è composto di 24 caratteri, per esempio: 000000018947000000000000.
Comunque, l'ISAN progettato per essere letto dagli uomini inizia sempre con l'etichetta ISAN, che appare con un trattino per separare il numero in gruppi di caratteri più leggibili, in più sono inseriti 2 caratteri di controllo (check characters), composti dalle lettere da A a Z per verificarne errori di trascrizione. Il numero che ne risulta è: 0000-0001-8947-0000-8-0000-0000-D.
ISAN-IA ha anche sviluppato una pratica raccomandata per codificare l'ISAN in un codice a barre bidimensionale a 96 pixels quadrati.
Un ISAN è registrato a livello centrale e gli è assegnato un numero permanente di riferimento. L'opera o il contenuto a cui si riferisce l'ISAN è identificato da una serie di metadati registrati da ISAN-IA. Le agenzie di registrazione autorizzate e ISAN-IA lavorano insieme per evitare assegnazioni di doppioni di ISANs con la stessa serie di metadati. La serie di metadati ISAN include il titolo (originale e alternativo), il cast (regista, attori, produttori, sceneggiatore, ecc.), il tipo di opera (film, documentario, serie televisiva o entertainment show, evento sportivo, videogioco ecc.) durata, anno di produzione e una dozzina di altri dati relativi all'opera. Questi metadati si applicano ad ogni tipo di opera audiovisiva e includono le loro relative versioni di trailer, spezzoni, video e broadcasts.
Sarà anche usato il High Capacity Color Barcode (codice a barra ad alta capacità) di Microsoft.

## ISAN-IA
L'ISAN-IA (ISAN International Agency) ha la sede a Ginevra ed è un'organizzazione non a scopo di lucro, fondata nel 2003 da AGICOA, CISAC e FIAPF per gestire lo standard ISAN.
ISAN-IA è incaricata di:
- Mantenere il database centrale dell'ISAN;
- Implementare, gestire e dirigere il sistema ISAN;
- Accreditare e autorizzare le agenzie di registrazione ISAN in tutto il mondo;
- Promuovere, con l'aiuto delle agenzie di registrazione, lo standard ISAN nell'industria audiovisiva.